# Titus Statilius Taurus
Titus Statilius Taurus (né vers -70 av. J.-C. et mort après 10 av. J.-C.) est un général et homme politique de la fin de la République romaine et des débuts de l'Empire romain, consul deux fois, suffect en 37 av. J.-C. et éponyme en 26 av. J.-C. aux côtés d'Auguste.

## Famille
Statilius Taurus est un homo novus, originaire de la région de Lucanie (les Lucaniens sont un ancien peuple d'Italie).
Il a semble-t-il trois fils et peut-être deux filles, mais il n'est pas certain que tous ces enfants soient de la même femme. La probable mère de ses fils est une Cornelia Sisenna, hypothèse venant du prénom du dernier fils.
Son fils aîné, homonyme, est un monetalis mais il décède avant d'atteindre l'âge consulaire. Deux de ses fils deviennent consuls, le premier, homonyme lui aussi, Titus Statilius Taurus, le devient en 11 ap. J.-C. et le second, Sisenna Statilius Taurus, en 16 ap. J.-C.,.
Côté filles, au moins une est certaine, Statilia L. Pisonis. Elle se marie avec Lucius Calpurnius Piso Augur, consul en 1 av. J.-C. Une deuxième fille est peut-être la Statilia qui décède à l'âge de 99 ans pendant le règne de Claude, mais elle peut être aussi une sœur de Statilius Taurus.

## Biographie

### Fin de la République romaine
En 37 av. J.-C., il est choisi pour devenir consul suffect par Marc Antoine, dont il est initialement un partisan. Il remplace Lucius Caninius Gallus qui a abdiqué en cours de mandat.
Au cours de la guerre civile en Sicile, il commande une flotte envoyée par Antoine à l'aide d'Octavien,. Il devient sans doute alors un partisan de ce dernier et combat Sextus Pompée sous ses ordres.
Après que Sextus Pompée ait été éconduit de la Sicile, Taurus traverse la mer pour gouverner et pacifier la province d'Afrique, qu'il sécurise sans difficulté durant deux ans et obtient pour cela le triomphe en 34 av. J.-C.
Cette même année, il accompagne Octavien en Dalmatie, et après le retour de ce dernier à Rome, Taurus reste aux commandes des troupes stationnées sur place.
Lorsque la guerre civile contre Antoine et Cléopâtre éclate, Taurus soutient Octavien et participe à la bataille d'Actium en commandant les forces terrestres, établies sur la rive, en 31 av. J.-C. tandis que Marcus Vipsanius Agrippa commande la flotte. À la suite de la retraite navale d'Antoine et Cléopâtre, les troupes terrestres de ces derniers, commandées par Publius Canidius Crassus, qui déserte son armée, se rendent rapidement à Octavien et Taurus plutôt que combattre ou de faire retraite, transformant la victoire navale non déterminante en succès total.

### Début de l'Empire romain
En 29 av. J.-C., il est envoyé combattre comme proconsul en Hispanie où il vainc les Cantabres, Vaccéens et Astures, durant les guerres cantabres. Il y est acclamé trois fois imperator par ses soldats. Il est inscrit parmi les patriciens.

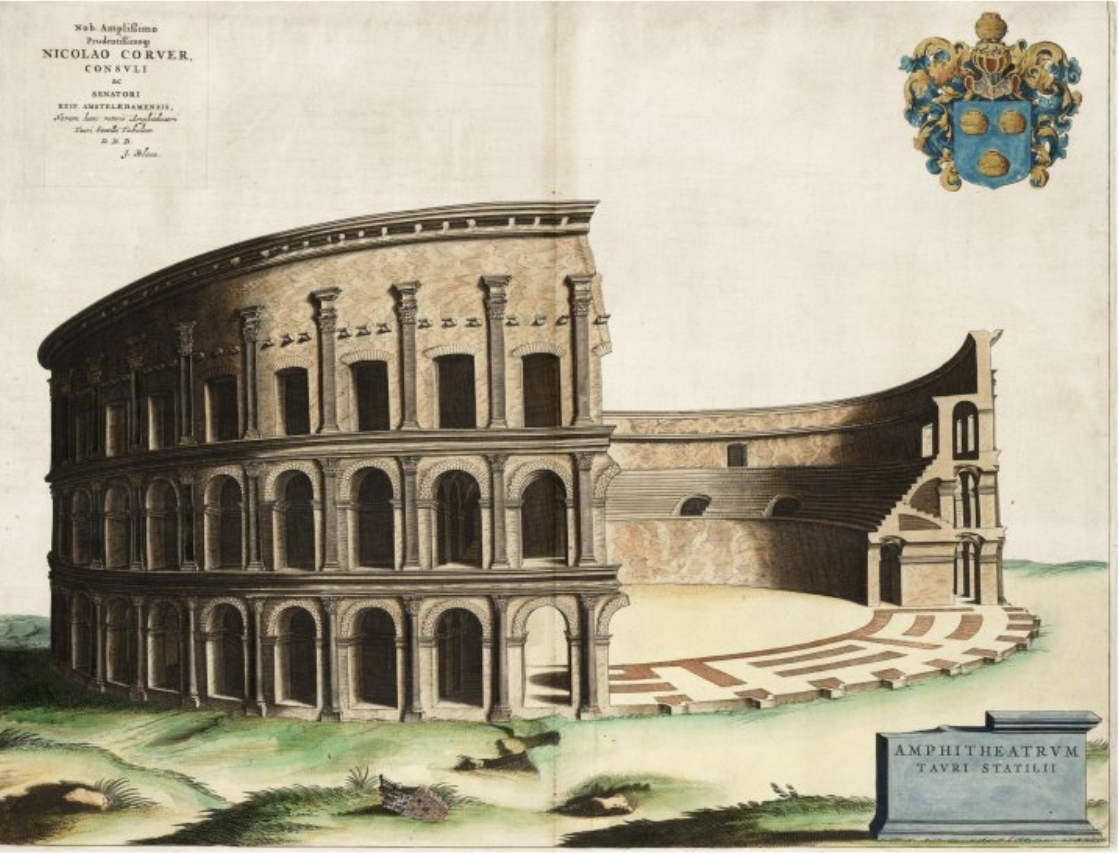
Reconstitution de l'amphithéâtre (dessin de 1663).

Il fait construire avec ses propres finances le premier amphithéâtre à Rome dans la partie sud du Champ de Mars en 29 av. J.-C. : l’amphithéâtre de Statilius Taurus,,,. Il l'inaugure par un combat de gladiateurs lors de l'ouverture au public. En remerciement, les Romains lui reconnaissent le droit annuel de nommer chaque année un des préteurs. Il se pourrait que Statilius ait fait bâtir ce monument sur demande de son ami Octavien, car ce dernier encourage ses riches amis à embellir la cité de leurs propres frais.
En 27 av. J.-C., Octavien devenu Auguste part pour les Gaules et l'Espagne, laissant à Rome le consulat éponyme à ses fidèles collaborateurs, Agrippa pour 27 av. J.-C., puis Statilius pour 26 av. J.-C.,.
En 16 av. J.-C., quand Auguste quitte à nouveau l'Italie pour la Gaule, Taurus est préfet de Rome,. Il le reste jusqu'en 10 av. J.-C.